# アレクサンドル・リャプノフ
アレクサンドル・ミハイロヴィチ・リャプノフ （ロシア語: Алекса́ндр Миха́йлович Ляпуно́в, 英語: Aleksandr Mikhailovich Lyapunov、1857年6月6日 – 1918年11月3日）は、ロシアの数学者、物理学者。
天文学者ミハイル・リャプノフの息子であり、ピアニスト・作曲家のセルゲイ・リャプノフは弟である。力学系での安定性理論を生み出したことで知られるほか、数理物理学や確率論への多大な貢献でも知られている。
日本ではリアプノフと書く場合もあり、特に数学用語ではこちらの表記が使われている。

## 生涯

### 幼年
リャプノフは帝政ロシア時代にヤロスラヴリで生まれた。彼の父ミハイル・ワシレーヴィッチ・リャプノフはデミドフ・リセウム（現:ヤロスラヴリ州立大学）に勤務していた天文学者。弟のセルゲイ・リャプノフは才能ある作曲家でありピアニストだった。1863年、父リャプノフは科学者職を引退し、妻の故郷シンビルスク州（現:ウリヤノフスク州）のボロボノフへと一家で引っ越した。1868年に父親が死去してからは、叔父のR・M・セチェノフ（生理学者イヴァン・セチェノフの兄弟）に教育を施された。叔父の家では、遠い従妹であるナターリヤ・ラファイロヴナと学ぶが、1886年に彼女を妻としている。1870年、リャプノフの母親は息子とともにニジニ・ノヴゴロドに移り、そこでギムナジウムの第3学年に進む。1876年、卓越した成績でギムナジウムを卒業した。

### 学歴
1876年、サンクトペテルブルク大学の数理物理学科に入学するが、一か月後に数学科に転籍する。当時のサンクトペテルブルク大学の数学科の教授には、 パフヌティ・チェビシェフやその弟子アレクサンドル・コルキン、イェゴール・ゾロタレフがいた。自身の最初の科学論文は力学教授D・K・ボビーレフの指導下で執筆している。1880年に流体静力学の業績で金賞を受賞。これは、最初の発行論文である"一定形状の容器内の重液中における重物体の平衡"と"静水圧のポテンシャルについて"の基となっている。リャプノフは1880年に大学の課程を修了した。その2年前に同じ大学を卒業したアンドレイ・マルコフとは、生涯を通じて科学分野で交流を続けることになる。
1884年、修士論文"平衡状態の回転流体の楕円体形状の安定性について"が受理された。このテーマはチェビシェフによって提起されたものであったが、これはそれ以前にもゾロタレフやコワレフスカヤといった学生にも与えていたテーマであった。この論文は、1885年に「天文学報(Bulletin Astronomique)」で発表された。1904年にはフランス語で完全に翻訳され、ヨーロッパの数学者、物理学者、天文学者の関心を集めることとなった。

### 教授職と研究
1895年にリャプノフは私講師（Privatdozent）となったが、ハリコフ大学で力学の講座を担当して欲しいとの申し出があり、その年に赴く。ハリコフにおける滞在の最初の頃について、リャプノフは自伝の中で、次のように述べている。

"ここで最初は、リャプノフの研究活動は切り詰められた。講座課程を苦心して作成し、学生のための講義草稿をまとめることが必要であり、多くの時間が費やされた。"

彼の学生で共同研究者でもあるウラジーミル・ステクロフは、彼の最初の講義を次のように回想している。

"年齢が学生らとほとんど変わらない、顔立ちの整った若者が、聴衆の前に現れた。そこには、老学部長で全学生から尊敬されていたレヴァコフスキー教授もいた。学部長が去ると、揺れる声で力学系の講義でなく、質点の動力学の講義を始めた。この科目は 学生たちにとってドラリュ教授の講義によって、既知のものであった。しかし、リャプノフが我々に教えたものは初めて聞くものであり、このような題材はいかなる教科書にも見たことがないものであった。講義への反目はあっという間に吹き飛んだ。あの日以来、学生達は特別な敬意を払うようになった。"

1892年、博士論文"運動の安定性の一般問題"が受理された。論文はモスクワ大学でニコライ・ジュコーフスキーとV・B・モゼレフスキによって審査され、1892年9月12日に受理された。この博士論文は修士論文と同様に、フランス語に翻訳された。翌年、リャプノフはハリコフ大学の正教授に就任した。

### 晩年
科学アカデミーの正会員と大学の応用数学部門の常任教授に選出された後、1902年にリャプノフはサンクトペテルブルクに戻った。大学のこの職位は彼の師であったチェビシュフの死後、空いたままになっていた。教育活動の義務を負わないため、この職で、リャプノフは研究に専念することができた。特に、彼自身の研究活動を始める端緒であったチェビシェフの問題に解決をもたらすことができた。
1908年には、ローマでの第4回国際数学者会議に参加している。また、レオンハルト・オイラーの論文選集の刊行作業に加わり、18巻と19巻の編者になっている。
1917年6月末、妻を連れてオデッサにいる兄弟のところへ向かった。妻は結核を患っており、医者の指示に従って引っ越したのだった。1918年10月31日に妻が亡くなると、その日にリャプノフは自分の頭をピストルで撃ち抜き、その3日後に死亡した。その時までに彼は白内障を患っており、失明が進行中だった。

## 業績

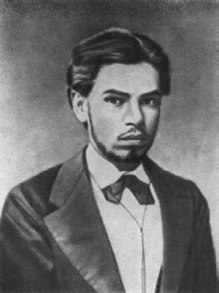
アレクサンドル・リャプノフ (1876年)

リャプノフは、微分方程式、ポテンシャル論、力学系、確率論を含む複数分野に貢献した。彼の主な関心事は、平衡の安定性と機械系の運動、および重力影響下での粒子の研究だった。数理物理学分野における彼の業績は、ラプラス方程式の境界値問題に関するものとされている。ポテンシャル論では、1897年以降の著作『ディリクレの問題に関連する幾つかの疑念』が理論のいくつかの重要な側面を明らかにした。この分野における彼の業績は、ステクロフの研究と密接に関係したものである。リャプノフは多くの重要な近似法を生み出した。1899年に生みだした彼の手法は、常微分方程式の集合の安定性を定義づけ可能にした。彼は力学系の安定性に関する現代理論を構築した。確率論においては、チェビシェフとマルコフの研究を一般化し、彼らより一般的な条件下での中心極限定理を証明した。彼が証明のために使った特性関数 (確率論)の手法は、その後の確率論で広く使用されている。 
リャプノフは一人で研究することを好み、主に連絡を取るのは同僚や近親者の数名だけだった。彼の研究は普段だと夜遅くに4-5時間で、時には徹夜で研究することもあり、劇場やコンサートに足を運ぶのは年に1回程度だった。彼は多くの学生を受け持っていた。彼は様々な大学の名誉会員であり、ローマのアカデミー名誉会員かつ、パリの科学アカデミーの客員だった。 
リャプノフの影響は多大で、彼にちなんで名付けられた数学的概念が多数ある。

## 主な著作物
- Lyapunov, A. M. A. T. Fuller訳 (1992), The general problem of the stability of motion, London: Taylor & Francis, ISBN 978-0-7484-0062-1 Reviewed in detail by M. C. Smith: Automatica 1995 vol.3(2), pp. 353-356

- Shcherbakov, Pavel S. (1992), “Alexander Mikhailovitch Lyapunov: On the centenary of his doctoral dissertation on stability of motion”, Automatica 28 (5):  865-871, doi:10.1016/0005-1098(92)90140-B

- Smirnov, Vladimir Ivanovich (1992), “Biography of A. M. Lyapunov”, International Journal of Control 55 (3):  775-784, doi:10.1080/00207179208934258